# Great Horkesley
Great Horkesley – wieś w Anglii, w hrabstwie Essex, w dystrykcie Colchester. Leży 35 km na północny wschód od miasta Chelmsford i 84 km na północny wschód od Londynu. Miejscowość liczy 1727 mieszkańców.